# باديميلون
باديميلون هي جرابيات صغيرة من جنس Thylogale. هم من أصغر أعضاء عائلة الكنغريات. اشتق الاسم من كلمة badimaliyan من لغة سكان أستراليا الأصليين الذي كانوا ييعيشون قريبا من ميناء جاكسون (منطقة سيدني ). عادة ما توجد الباديميلون في الغابات.
يتشابه الباديميلون و الولب والكنغر في بنية الجسم، وتشير الأسماء الثلاثة إلى مجموعات الأحجام الثلاثة المختلفة. إلى جانب حجمها الأصغر، يمكن تمييز الباديميلون عن الولب من خلال ذيولها الأقصر والأسمك. تتنقل بالقفز مثل الولب.